# Kerncentrale Dukovany
Kerncentrale Dukovany (Tsjechisch: Jaderná elektrárna Dukovany (JEDU of EDU)) ligt bij de plaats Dukovany in Tsjechië.
In 1970 tekenden de Sovjet-Unie en Tsjecho-Slowakije een overeenkomst om twee kerncentrales (deze en kerncentrale Bohunice) te bouwen. 
De centrale heeft vier VVER-reactoren en acht grote koeltorens.
| Reactorblok | Reactortype   | Vermogen | Begin bouw | Inbedrijfname | Stillegging |
| ----------- | ------------- | -------- | ---------- | ------------- | ----------- |
| Dukovany-1  | VVER-440/V213 | 468 MW   | 1979       | 1985          |             |
| Dukovany-2  | VVER-440/V213 | 471 MW   | 1979       | 1986          |             |
| Dukovany-3  | VVER-440/V213 | 468 MW   | 1979       | 1986          |             |
| Dukovany-4  | VVER-440/V213 | 471 MW   | 1979       | 1987          |             |

## Externe link

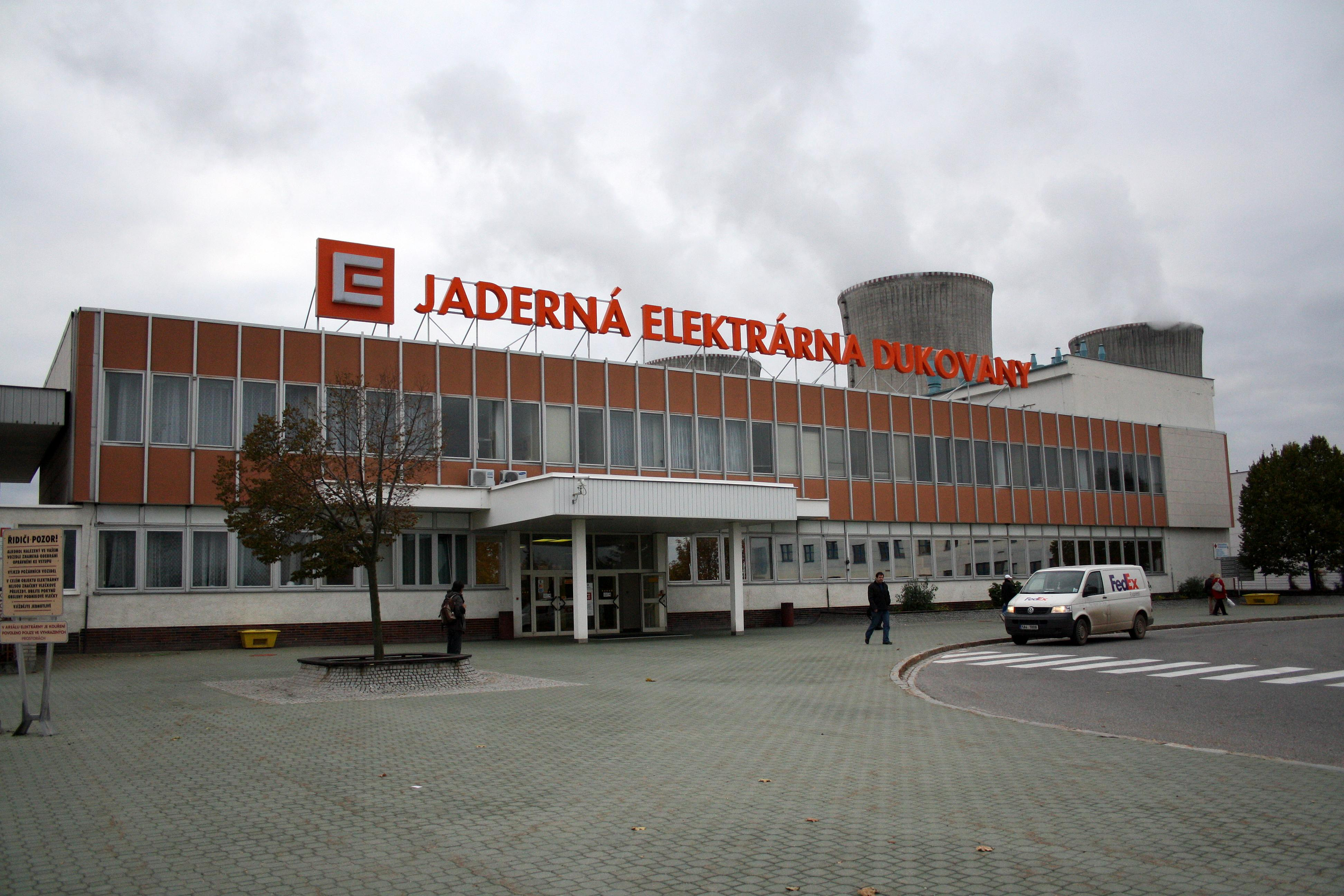
hoofdingang van kerncentrale Dukovany
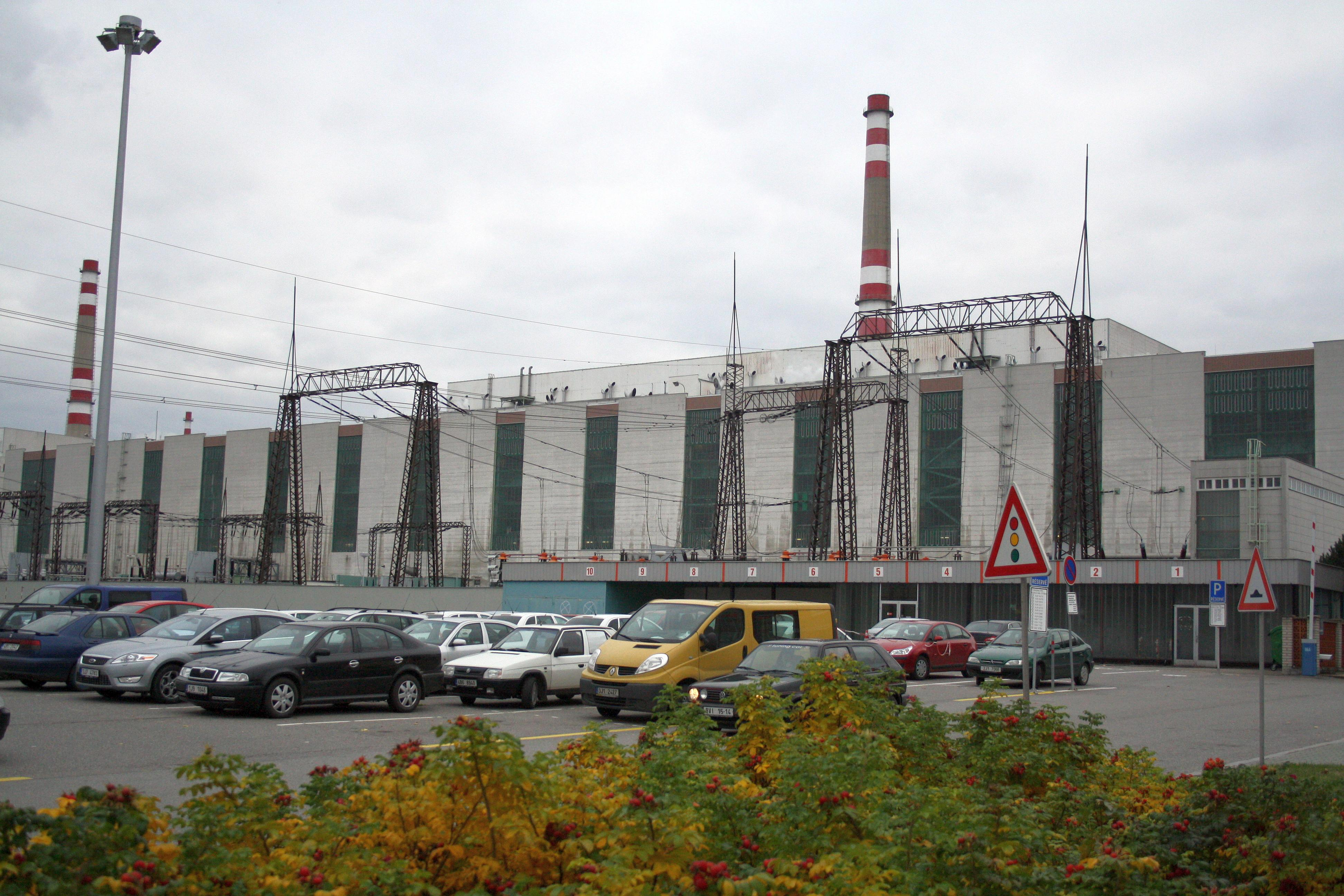
eerste blok van kerncentrale Dukovany